# Wooden Ships
Ne doit pas être confondu avec Wooden Shjips.
Piste de Crosby, Stills & Nash (CS&N)
Pre-Road Downs
(A5)  Lady of the Island
(B2) 
Pistes de Volunteers (Jefferson Airplane)
Turn My Life Down
(B1)  Eskimo Blue Day
(B3) 
Wooden Ships est une chanson écrite par David Crosby, Stephen Stills et Paul Kantner en 1968. Leurs deux groupes, Crosby, Stills & Nash (sans Young) et Jefferson Airplane, en ont chacun enregistré une version sur leurs albums de 1969, Crosby, Stills & Nash et Volunteers.

## Description
Les trois hommes composèrent la chanson alors qu'ils se trouvaient ensemble sur le voilier de Crosby. Kantner écrivit deux couplets, Stills un troisième, et Crosby apporta la musique ainsi que quelques paroles au début et à la fin. Kantner ne put être crédité comme auteur sur l'album de Crosby, Stills & Nash en raison d'une querelle avec un ancien manager ; il apparaît enfin comme coauteur sur la réédition de Crosby, Stills & Nash parue en 2006. Avec humour, Crosby est crédité au « voilier » dans le livret de Volunteers.
Les paroles de la chanson décrivent, sous forme d'un dialogue (entre Crosby et Stills ou entre Kantner et Grace Slick), la rencontre entre deux soldats de camps opposés, qui semblent être les seuls survivants d'une guerre nucléaire.
Wooden Ships a souvent été reprise en concert par Crosby, Stills & Nash, ensemble ou en solo. Elle apparaît sur les albums live suivants, entre autres :
- Woodstock: Music from the Original Soundtrack and More (Crosby, Stills, Nash and Young, 1970)
- Stephen Stills Live (Stephen Stills, 1975)
- It's All Coming Back to Me Now... (it) (David Crosby, 1995)
- Another Stoney Evening (Crosby & Nash, 1998)

## Musiciens

### Version de CS&N
Groupe
- David Crosby : guitare rythmique, chant
- Stephen Stills : guitare solo, basse, orgue Hammond, chant
- Graham Nash : chant

Musiciens de session
- Dallas Taylor : batterie

### Version de Jefferson Airplane
Groupe
- Grace Slick : chant
- Marty Balin : chant
- Paul Kantner : guitare rythmique, chant
- Jorma Kaukonen : guitare solo
- Jack Casady : basse
- Spencer Dryden : batterie

Musiciens de session
- Nicky Hopkins : piano
- David Crosby : "voilier"